# Protestantische Kirche Schwegenheim
Die Protestantische Kirche der Ortsgemeinde Schwegenheim (Verbandsgemeinde Lingenfeld) im Kreis Germersheim in Rheinland-Pfalz befindet sich an der Neustadter Straße. Die denkmalgeschützte Kirche gehört zum Kirchenbezirk Germersheim der Evangelischen Landeskirche der Pfalz.

## Beschreibung

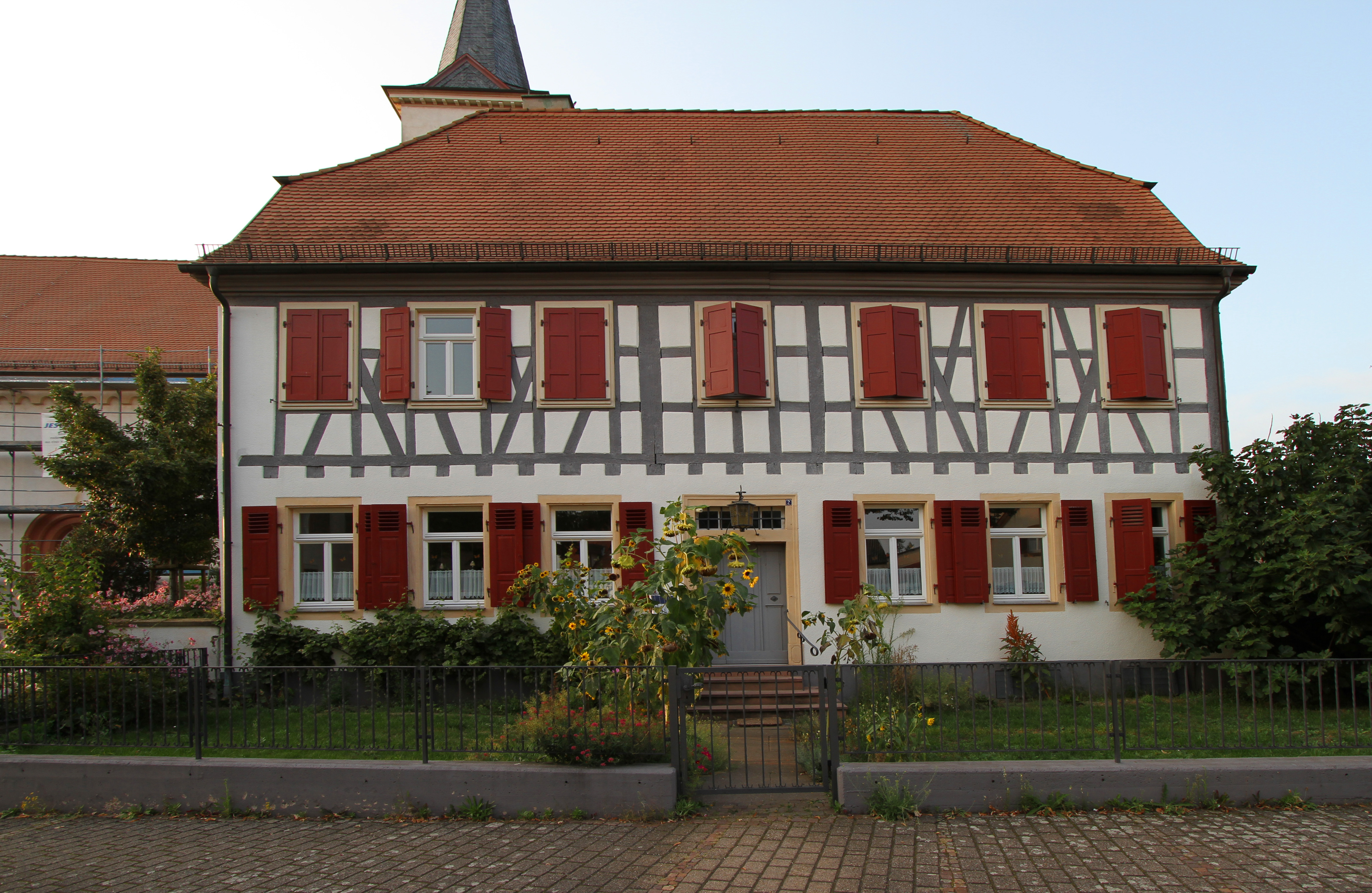
Evangelisches Pfarrhaus mit Kirchturm im Hintergrund

Bei dem Kirchengebäude handelt es sich um eine 1751 erbaute vierachsige Saalkirche im Stil des Barock. Das Schiff wurde 1837 um vier Achsen nach Westen erweitert und im Rundbogenstil überformt. Der dreigeschossige Turm im Osten wurde 1820 erbaut. Er verfügt über einen spitzen Helm und niedrige verschieferte Giebel. Im Innenraum befinden sich eine Voutendecke und Holzemporen auf den Schmalseiten sowie an der Südwand. 
Direkt neben dem Kirchengebäude befindet sich das Pfarrhaus aus dem Jahr 1755. Bei diesem handelt es sich um einen siebenachsigen Fachwerkbau, der teilweise massiv ist. Er ist verputzt und verfügt über ein Krüppelwalmdach. Das Pfarrhaus umfasst eine Wohnung für die Pfarrfamilie und einen Amtsbereich mit Büro. Es geht vermutlich auf ein eingeschossiges Vorgängergebäude zurück. Eine Außenrenovierung und teilweise Innenrenovierung mit farblicher Neufassung erfolgten 2008–2009.

## Geschichte
Die erste Kirche in Schwegenheim ist im Jahr 1279 belegt. Sie war dem Apostel Bartholomäus geweiht und wurde vermutlich im 9. oder 10. Jahrhundert erbaut. Im Zuge der Reformation wurde sie den Reformierten zur alleinigen Nutzung zugesprochen. Im Jahr 1751 wurde der Bau durch die heutige Kirche ersetzt. Im Jahr 1818 vereinigten sich die lutherische und die reformierte Gemeinde zu einer unierten Gemeinde. Infolge der Aufgabe der vormals Lutherischen Kirche, wurde die Evangelische Pfarrkirche vom 3. Juni bis in den November 1837 erweitert und überformt. Entsprechend nutzte man für den Bau Steine der vormals Lutherischen Kirche. Das Material des Lutherischen Pfarrhauses wurde zuvor bereits für den Neubau einer Schule genutzt.
Eine Außen- und Innenrenovierung erfolgte im Jahr 2003.

## Orgel
Die Orgel der Kirche wurde 1974 von Oberlinger (Windesheim) in einem neoromanischen Gehäuse von Gustav Schlimbach (Speyer) aus dem Jahr 1855 gebaut. Sie ersetzte das 1929 von Joseph Poppe (Offenbach an der Quiech) gebaute Werk, welches Oberlinger bereits 1959 modifiziert hatte. Für den Bau der Orgel wurden sowohl von Schlimbachs als auch von Poppes Werk Pfeifen übernommen. Im Jahr 1976 erweiterte Oberlinger die Orgel und führte 2002 eine Instandsetzung durch. Das Instrument verfügt heute über 19 Register auf zwei Manualen und Pedal. Die Disposition lautet:
| I Hauptwerk C–g3 |       |
| Prinzipal        | 8′    |
| Rohrflöte        | 8′    |
| Oktave           | 4′    |
| Gedacktflöte     | 4′    |
| Quinte           | 2 ⁄3′ |
| Superoktave      | 2′    |
| Mixtur IV–VI     | 1 ⁄3′ |
| Trompete         | 8′    |

| II Oberwerk C–g3 |    |
| Gedeckt          | 8′ |
| Prinzipal        | 4′ |
| Koppelflöte      | 4′ |
| Oktave           | 2′ |
| Sesquialter II   |    |
| Scharff III      | 1′ |
| Krummhorn        | 8′ |
| Tremulant        |    |

| Pedal C–f1 |     |
| Subbass    | 16′ |
| Oktavbass  | 08′ |
| Choralbass | 04′ |
| Posaune    | 16′ |

Anmerkungen
1. ↑  1976 durch Oberlinger ergänzt

Die Spiel- und Registertraktur sind mechanisch. Die Windladen sind als Schleifladen ausgeführt.
- Koppeln: II/I, I/P, II/P